# Cases-de-Pène
Cases-de-Pène (em catalão:  Cases de Pena) é uma comuna francesa na região administrativa da Occitânia, no departamento dos Pirenéus Orientais. Estende-se por uma área de 13.38 km², e possui 933 habitantes, segundo o censo de 2018, com uma densidade de 70 hab/km².